# Franco Faccio
Franco Faccio (Verona, 8 de marzo de 1840 - Monza, 21 de junio de 1891) fue un director de orquesta y compositor italiano.

## Biografía
Franco Faccio estudió en el Conservatorio de Milán, donde fue condiscípulo de Arrigo Boito, uniéndose ambos desde entonces en una estrecha amistad que sólo terminó con la muerte. Ambos fueron los principales apóstoles de la música wagneriana en Italia. Ya en 1860 hizo ejecutar una apertura de concierto que fue muy aplaudida y denotaba un temperamento bien dotado. Pensionado en 1862, hizo un viaje por el extranjero con el objeto de perfeccionar sus estudios y, sobre todo, de conocer las diferentes escuelas musicales; al año siguiente estrenó en La Scala de Milán la ópera en tres actos I profughi fiamminghi, en la que se acusaba aún más su potente personalidad. En 1866, junto con su gran amigo Boito, hizo la campaña contra Austria, y en 1868 fue nombrado profesor de armonía del Conservatorio de Milán y poco después director de orquesta de La Scala. Más tarde se dio a conocer como un gran director de orquesta en las principales ciudades de Europa y en 1878 alcanzó un extraordinario éxito, dirigiendo los Conciertos del Trocadero de París. También había dirigido las orquestas de los teatros Real de Madrid, y Liceo de Barcelona. El 21 de marzo de 1889 dirigió el estreno de la ópera de Giacomo Puccini, Edgar, en el teatro de La Scala. Aparte de las obras antes mencionadas, escribió: Amleto, con libreto de Boito, que fracasó ruidosamente (Génova, 1865), Le Sorelle d'Italie, cantata, en colaboración también con Boito (1862), y dos colecciones de melodías, con el mismo Boito.